# Сумароки
 Сумароки — деревня в Кировской области. Входит в состав муниципального образования «Город Киров»

## География
Расположена на расстоянии примерно 9 км по прямой на северо-запад от железнодорожного вокзала Киров-Котласский.

## История
Известна с 1671 года как деревня Тырышинская с 3 дворами, в 1764 году 6 жителей, в 1802 году (Тырышкинская) 1 двор. В 1873 году здесь (Тырышкинская или Пустошь Кукишская, Самороки) дворов 2 и жителей 18, в 1905 (Тырышкинская или Самороки) 6 и 28, в 1926 (Сумароки или Тырышкинская) 7 и 33, в 1950 (Сумароки) 14 и 49, в 1989 17 жителей. Административно подчиняется Октябрьскому району города Киров.

## Население
Постоянное население составляло 8 человек (русские 100%) в 2002 году, 3 в 2010.